# 丘爾尼察鄉
44°32′N 27°21′E / 44.533°N 27.350°E
丘爾尼察鄉（羅馬尼亞語：Comuna Ciulnița, Ialomița），是羅馬尼亞的鄉份，位於該國南部，由雅洛米察縣負責管轄，面積68平方公里，海拔高度33米，2007年人口2,506，人口密度每平方公里37人。